# Генріх Шютц
Гайнріх Шуц (нім. Heinrich Schütz; 8 жовтня 1585, Бад-Кестріц — 6 листопада 1672, Дрезден) — німецький композитор і органіст раннього бароко. Уважається найвидатнішим німецьким композитором до Йоганна-Себастьяна Баха.

## Біографічні дані
Народився у Бад-Кестріці. З 1599 року співав у Кассельській придворній капелі. У 1609—1612 роках вивчав композицію у Венеції у Джованні Ґабрієлі. Деякий час був органістом у Касселі, а 1615 року переїхав до Дрездена, де служив композитором при дворі курфюрста Саксонії і працював у Капелі курфюрстів Саксонії. Після Тридцятилітньої війни, яка дезорганізувала придворне життя, 1633 року влаштувався на роботу в Копенгаґені. Повернувся до Дрездена 1641 року, де й залишався до самої смерті. Похований у Дрездені, але його могилу знищено.

## Творчість
Шуц став основоположником багатьох жанрів німецької музики. Його опера «Дафна» вважається першою німецькою оперою — ця опера була виконана у Торґау в 1627 році, проте музика була втрачена.
Уважається також, що Шуц переніс на німецький ґрунт досягнення венеційської школи — поліхоральність і концертний стиль. Зробив значний внесок у розвиток музики лютеранської церкви, додавши в неї барокові композиційні прийоми і правила, розроблені в Італії в першій половині сімнадцятого століття. Об'єднав їх з методами нідерландської школи, в якій був вихований. Наприкінці життя написав три страсті, таким чином долучившись до поновлення середньовічних жанрів.
Шуц відзначений як музикант у Календарі Святих лютеранської церкви 28 липня з Йоганном-Себастьяном Бахом і Ґеорґом-Фрідріхом Генделем.

## Опубліковані твори
- Il primo libro de madrigali Opus 1 (Перша книга мадригалів) — Венеція, 1611;
- Psalmen Davids Opus 2 (Книга 1) — Дрезден, 1619;
- Historia der frölichen und siegreichen Aufferstehung… Opus 3 (Історія радісного і переможного воскресіння Ісуса) — Дрезден, 1623;
- Cantiones sacrae Opus 4 — Фрацбург, 1625;
- Psalmen Davids Opus 5 (Книга 2) — Фрайбург, 1628 — на тексти німецьких псалмів;
- Symphoniae sacrae Opus 6 (Книга 1) — Венеція, 1629;
- Musikalische Exequien Opus 7 — Дрезден, 1636;
- Kleine geistliche Konzerte (Книга 1) Opus 8 (Книга 1) — Лейпциг, 1636;
- Kleine Geistliche Konzerte (Книга 2) Opus 9 — Лейпциг, 1639;
- Symphoniae sacrae (Книга 2) Opus 10 — Дрезден, 1647;
- Geistliche Chor-Music Opus 11 — Дрезден, 1648;
- Symphoniae sacrae (Книга 3) Opus 12 — Дрезден, 1650;
- Zwölf geistliche Gesänge Opus 13 — Дрезден, 1657;
- Psalmen Davids (rewizja Księgi 2) Opus 14 — Дрезден, 1661;
- Magnificat Anima Mea Dominum
- Weihnachtshistorie (Різдвяна ораторія) — 1660, публікація Дрезден, 1664.

Багато творів Шуца (балет на сюжет «Орфея і Еврідіки», 1638; п'ятиактні балет «Паріс і Олена», 1650; дві пасторалі «з музикою і танцями» та інші) пропали: ноти загинули під час пожежі в дрезденській бібліотеці (1760).